# Still Not Black Enough
Still Not Black Enough è il sesto album in studio del gruppo musicale heavy metal statunitense W.A.S.P., pubblicato in Europa nel 1995 dalla Castle.

## Il disco
Inizialmente pensato per essere il primo disco da solista del leader della band Blackie Lawless, si è deciso di pubblicarlo come sorta di seguito del precedente The Crimson Idol della band madre.

## Edizioni
A seconda dei mercati (Europa, USA, Giappone) varia leggermente la disposizione di alcune tracce. Così come, da quella statunitense, è stata omessa Breathe in favore di Skinwalker e One Tribe (bonus track insieme alle cover di Queen e AC/DC) - entrambe già apparse nell'EP Black Forever/Goodbye America dello stesso anno - in quella giapponese è stata inclusa Tie Your Mother Down a metà disco.

## Tracce
Testi e musiche a cura di Blackie Lawless, eccetto dove indicato

### EU Version
1. Still Not Black Enough – 4:02
2. Somebody to Love – 2:51 – cover dei Jefferson Airplane
3. Black Forever – 3:17
4. Scared to Death – 5:03
5. Goodbye America – 4:48
6. Keep Holding On – 4:04
7. Rock and Roll to Death – 3:45
8. Breathe – 3:45
9. I Can't – 3:08
10. No Way Out of Here – 3:39

### US Version
1. Still Not Black Enough – 4:02
2. Skinwalker – 4:00
3. Black Forever – 3:17
4. Scared to Death – 5:03
5. Goodbye America – 4:48
6. Somebody to Love – 2:51 – cover dei Jefferson Airplane
7. Keep Holding On – 4:04
8. Rock and Roll to Death – 3:45
9. I Can't – 3:08
10. No Way Out of Here – 3:39
11. One Tribe – 4:59
12. Tie Your Mother Down – 3:39 – cover dei Queen
13. Whole Lotta Rosie – 4:00 – cover degli AC/DC

### Japan Version
1. Still Not Black Enough – 4:02
2. Somebody to Love – 2:51 – cover dei Jefferson Airplane
3. Black Forever – 3:17
4. Scared to Death – 5:03
5. Goodbye America – 4:48
6. Tie Your Mother Down – 3:39 – cover dei Queen
7. Keep Holding On – 4:04
8. Rock and Roll to Death – 3:45
9. Breathe – 3:45
10. I Can't – 3:08
11. No Way Out of Here – 3:39

## Formazione
- Blackie Lawless – voce, chitarra, sintetizzatore, basso, pianoforte, tastiere, sitar, organo
- Frankie Banali – batteria
- Bob Kulick – chitarra solista
- Stet Howland – batteria, percussioni (addizionale su Scared to Death)
- Mark Josephson – violino elettrico
- K.C. Calloway – cori
- Tracey Whitney – cori